# Parker Peak, Östantarktis
Parker Peak är en bergstopp i Antarktis. Den ligger i Östantarktis. Australien gör anspråk på området. Toppen på Parker Peak är 16 meter över havet.
Terrängen runt Parker Peak är huvudsakligen platt. Trakten är obefolkad. Det finns inga samhällen i närheten.